# 2003年上海地铁4号线董家渡段建设事故
2003年上海地铁4号线董家渡段建设事故发生于2003年7月1日凌晨，上海轨道交通4号线浦东南路站（工程名，现塘桥站）至南浦大桥站区间隧道连接上、下行线的安全联络通道建设时因大量的水和流沙涌入，引起隧道受损及周边地区地面沉降，直接经济损失1.5亿元。

## 事故隧道
事故隧道为上海轨道交通4号线浦东南路站至南浦大桥站区间隧道，上行线长2001m，下行线长1987m，其中江中段440m。区间隧道顶最大埋深为37.7m，地层为第七层，该土层砂性重，易液化。联络通道位于第七层，同时该土层为上海最为活跃的承压水层，承压水最高水位为地面以下7.58米，最高水头为21.7米。隧道中心线水平距离为10.984m，隧道最大坡度为3.2%，盾构从浦东向浦西推进，发生处的隧道联络通道采用冻结法进行施工，风井采用逆作法施工，事故发生时已完成。

## 事故经过
2003年7月1日凌晨4时许，浦东南路站至南浦大桥站使用冻结法进行上、下行隧道的联络通道施工时，突然出现渗水，隧道内的施工人员不得不紧急撤离，随后大量流沙涌入隧道，内外压力失衡导致隧道部分塌陷，地面也随之出现漏斗型沉降。
7月1日上午6点，位于中山南路847号的一幢8层楼房裙房发生明显变形，墙面开裂，房屋开始倾斜，9时许发生二次突沉，并部分坍塌，大楼继续倾斜，墙面开裂加剧，15点以风井为中心的地面沉陷加快，并逐步形成沉陷漏斗。坍塌范围扩展到董家渡路、中山南路、外马路、防汛墙，但由于报警及时，无人伤亡。
7月2日，董家渡外马路段长约30米的防汛墙受地面沉降影响，于凌晨4:45分左右局部沉陷、开裂，市指挥部就立即采取了抢堆沙包等堵漏措施，最后防汛墙于7月3日零时许倒塌。靠近事故现场的20多层的临江花园大楼也出现沉降，最紧张时，高楼1小时沉降超过7毫米，最大累积沉降量达到15.6毫米，黄浦江水位上涨速度较快，约每小时涨移15米，最高位达到4.6米，至2日晚10时，官兵们在黄浦江一段15米长的江堤防汛墙外管涌处筑起长160米长、2米多高的“U”字型围堤，基本控制住了险情；管片损坏程度进一步扩展，并有管片连接螺栓绷断的响声传出；音像市场倾斜加剧，楼板断裂；文庙泵站发生突沉；临江花苑大厦沉降速率加快，沉降量达12.2毫米，地下室出现裂缝。河床严重扰动、下沉、滑移，近30米防汛墙倒塌，近70米防汛墙结构严重破坏，黄浦江水冲向风井，并由风井进入地下隧道，加剧险情发展。

## 救援工作
7月1日凌晨武警上海总队接到抢险通知15分钟后，九支队300名官兵迅速抵达现场，展开抢险救灾。
7月2日上午9点，区间隧道浦西联络通道已基本封堵完成，解除了因险情造成的对整个轨道交通4号线区间隧道的威胁；采取了注浆压浆等技术手段，尽量减少地下流沙的涌动；开始拆除中山南路847号的三栋建筑。
7月2日凌晨，中共中央政治局委员、上海市委书记陈良宇来到中山南路轨道交通4号线事故现场，实地勘察并详细询问了房屋倒塌、防汛墙险情等事故情况，并在现场指挥部召集有关部门领导和专家分析事故原因，研究应急处理对策。
7月3日中午开始加固路面地基，并向临江花园大厦大楼的地下注浆。
7月3日下午1：30分，武警围起的防护堤突然坍塌，十数位参加抢险的武警战士被冲入水中。
7月4日，险情开始平稳，国家建设部部长汪光焘带领国务院专家组急赴上海，对4号线建设工地突发事故抢险工作进行指导。随同来到上海的专家组成员有：建设部工程质量安全司副司长徐波，建设部总工程师金德钧，交通部总工程师曹佑安，中国建筑科研院地基专家、工程院院士黄熙龄，中国建筑科研院院长、地基专家、高工王铁宏，中国建筑科研院顾问、总工程师刘金砺，中国建筑科研院地基所所长、教授级高工滕延京，北京城建集团顾问、地铁专家、教授级高工贺长俊。
7月8日，上下行隧道都被成功封堵，近二公里长的黄浦江上下行越江隧道，已筑起八堵水泥钢筋混凝土墙。

## 事故原因
2003年9月20日，上海市政府公布上海轨道交通4号线工程事故原因、性质和经济损失的最终调查结论，将事故定为“造成重大经济损失的工程责任事故”，有三个原因造成事故：
1. 6月底，轨道4号线上下行隧道旁通道上方一个大的竖井已经开挖好，在大竖井底板下距离隧道四五米处，还需要开挖两个小的竖井，才能与隧道相通。按照施工惯例，应该先挖旁通道，再挖竖井。但是施工方改变了开挖顺序，这样极容易造成坍塌。事故发生时，一个小竖井已经挖好，另外一个也已开挖2米左右。施工单位未按规定程序调整施工方案，且调整后的施工方案存在欠缺。
2. 6月28日，施工运用的冷却设备因断电出现故障，温度开始回升，回升两度多时，技术人员将情况汇报给中煤矿山工程有限公司上海分公司项目副经理李柱和，但李柱和要求继续施工。6月30日，由于工人继续施工，向前挖掘，管片之上的流水和流沙压力终于突破极限值，在7月1日出现险情。
3. 6月30日晚，施工现场出现流沙，施工单位采取措施，用干冰紧急制冷。专家认为，现在看来当时的措施是很不得力的，但究竟是哪一个层面的应急处置上出了问题还不很清楚。

按照官方说法，原因还包括总包单位现场管理失控，监理单位现场监理失职。
三人因涉嫌重大事故责任罪被逮捕，包括：
1. 北京中煤矿山工程有限公司上海分公司项目副经理李柱和
2. 上海隧道工程股份有限公司项目经理袁强华
3. 上海地铁咨询监理科技有限公司总监代表李关强

中煤上海分公司项目经理、地铁监理公司总监、隧道公司项目负责人被保审，此外，上海还对事故相关单位领导追究了领导责任：
1. 上海隧道公司总经理、分管副总经理行政撤职
2. 上海地铁运营公司总经理行政记大过
3. 上海城建集团总经理行政记过。

2003年10月16日，中华人民共和国建设部公布《关于上海轨道交通4号线“7·1”重大工程事故的通报》，对部分单位进行资质降级。

## 各方反应

### 中央政府
中国国务院总理温家宝7月2日晚打电话给上海市主要领导，他要求上海务必保证人民群众的生命和财产安全，对事故所在区域的群众要疏散，对防汛墙要及时检查、加固，以确保汛期安全。中国国务院副总理黄菊来电询问事故及抢险工作，并要求对沿线设备、房屋逐个检查，及时采取必要措施。中国国务院副总理曾培炎、中华人民共和国国务委员周永康等也对事故和抢险工作作了重要批示。

### 上海市政府
事故发生后，上海市政府立即成立了由上海市副市长杨雄负责的抢险指挥部，安置受险情影响的单位和居民。据称杨雄在事故发生后的一周内一直忙于现场指挥，每天最多睡3小时。
中共中央政治局委员、上海市委书记陈良宇，市委副书记、市长韩正先后到现场，实地勘察并详细询问情况，并在现场指挥部召集有关部门领导和专家分析事故原因，研究应急处理对策。

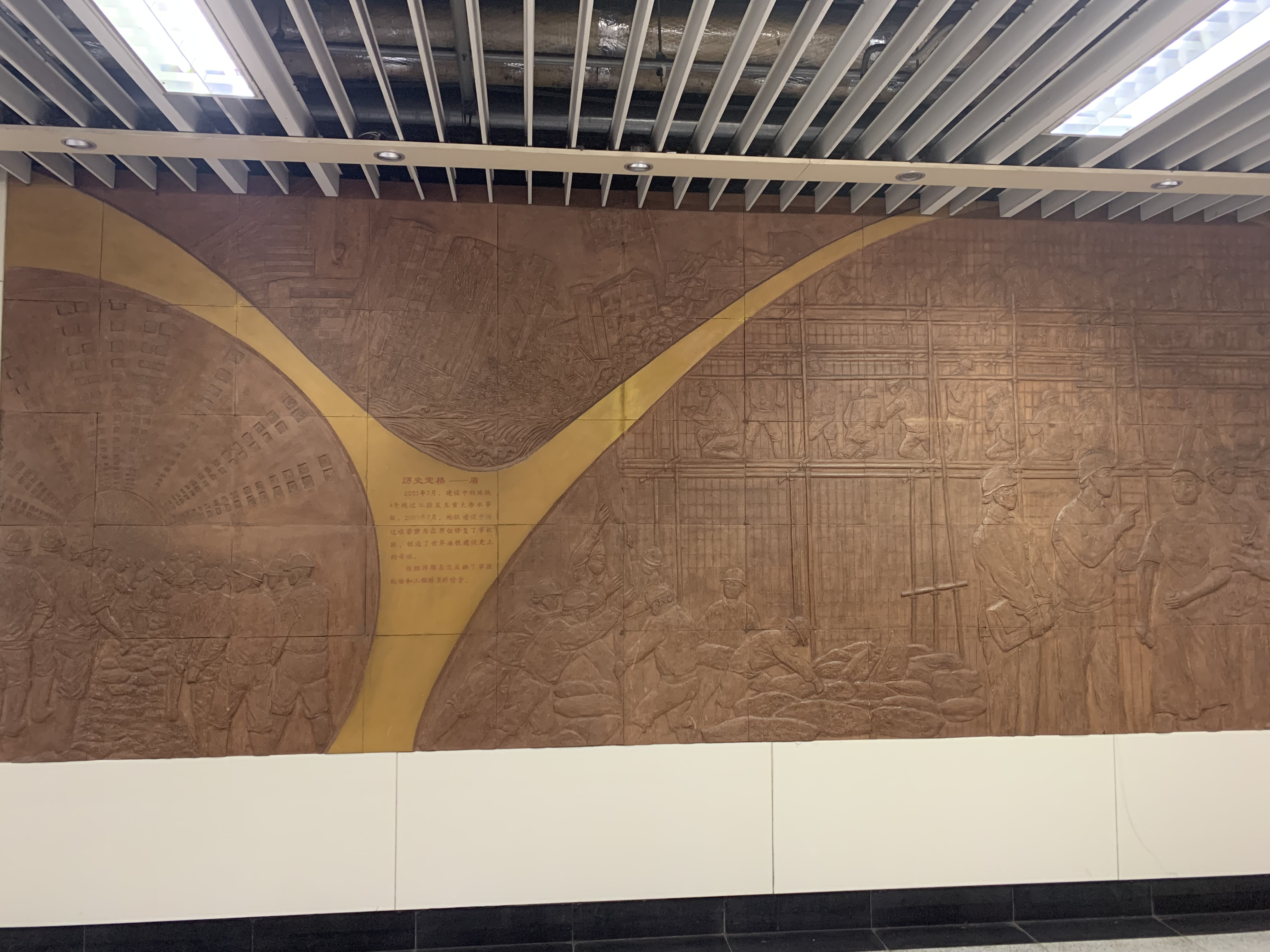
南浦大桥站站厅内的事故主题浮雕

## 后续影响
- 上海轨道交通4号线被迫推迟至2007年全线开通。
- 上海市建设委员会从7月3日在全市范围内开展为期一个月的建设工作质量安全检查，检查重点包括深积坑、模板支撑工程等，上海市建委要求对各类安全质量隐患必须限期整改，对严重安全质量问题必须严肃处理[4]。
- 南浦大桥站站厅层的一处浮雕壁画以此事件为主题创作。